# گووندیک (تووز)
گووندیک (به لاتین: Güvəndik) یک منطقه مسکونی در جمهوری آذربایجان است که در شهرستان تووز واقع شده است. گووندیک ۵۱۰ نفر جمعیت دارد.